# Rhabditoides frugicolus
Rhabditoides frugicolus (syn. Brevibucca frugicola) is een rondwormensoort. De wetenschappelijke naam van de soort is voor het eerst geldig gepubliceerd in 1943 door Goodey.